# Rauhes Haus
Rauhes Haus – stacja metra hamburskiego na linii U2 i U4. Stacja została otwarta 2 stycznia 1967. 

## Położenie
Stacja Rauhes Haus położona jest równolegle do Hammer Landstrasse. Wyposażona jest w 2 perony boczne, z których na obu końcach znajdują się wyjścia na powierzchnię.